# Frankenwinheim
Frankenwinheim es una población situada a casi 3 km de Gerolzhofen, en la Baviera noroccidental, Alemania.

## Historia
Originalmente llamada "Winideheim" a partir de los términos Heim (hogar) y Winidi (o Wenden, término para llamar entonces a los habitantes eslavos), su existencia se reporta junto a la de la vecina Gerolzhofen (entonces Gerolteshoven) en un documento en latín del monasterio de Fulda del 779:
„Ich Ilbing übergebe dem heiligen Bonifacius (d. h. seinem Kloster Fulda) meine Güter 
im Gau Volkfeld in den nachgenannten Dörfern ... Gerolteshoven, Winideheim ...“.
En un documento de 1303 se describe la existencia de un castillo, controlado por el caballero Konrad Fuchs, de Bimbach. 
En el año 1611, Frankenwinheim fue atacada por la peste y murieron 91 personas. 
Entre los años 1616 y 1619, como parte de la caza de brujas y herejes fueron juzgadas y quemadas vivas 4 mujeres de Frankenwinheim en la vecina Gerolzhofen. En ese periodo de tiempo el fanatismo religioso ejecutó 261 personas.
En 1814 pasó a formar parte del Reino de Baviera y posteriormente al estado del mismo nombre.
La fiesta por el 1225º aniversario se celebró en 2004.

## Atractivos
Entre los atractivos destacan: 

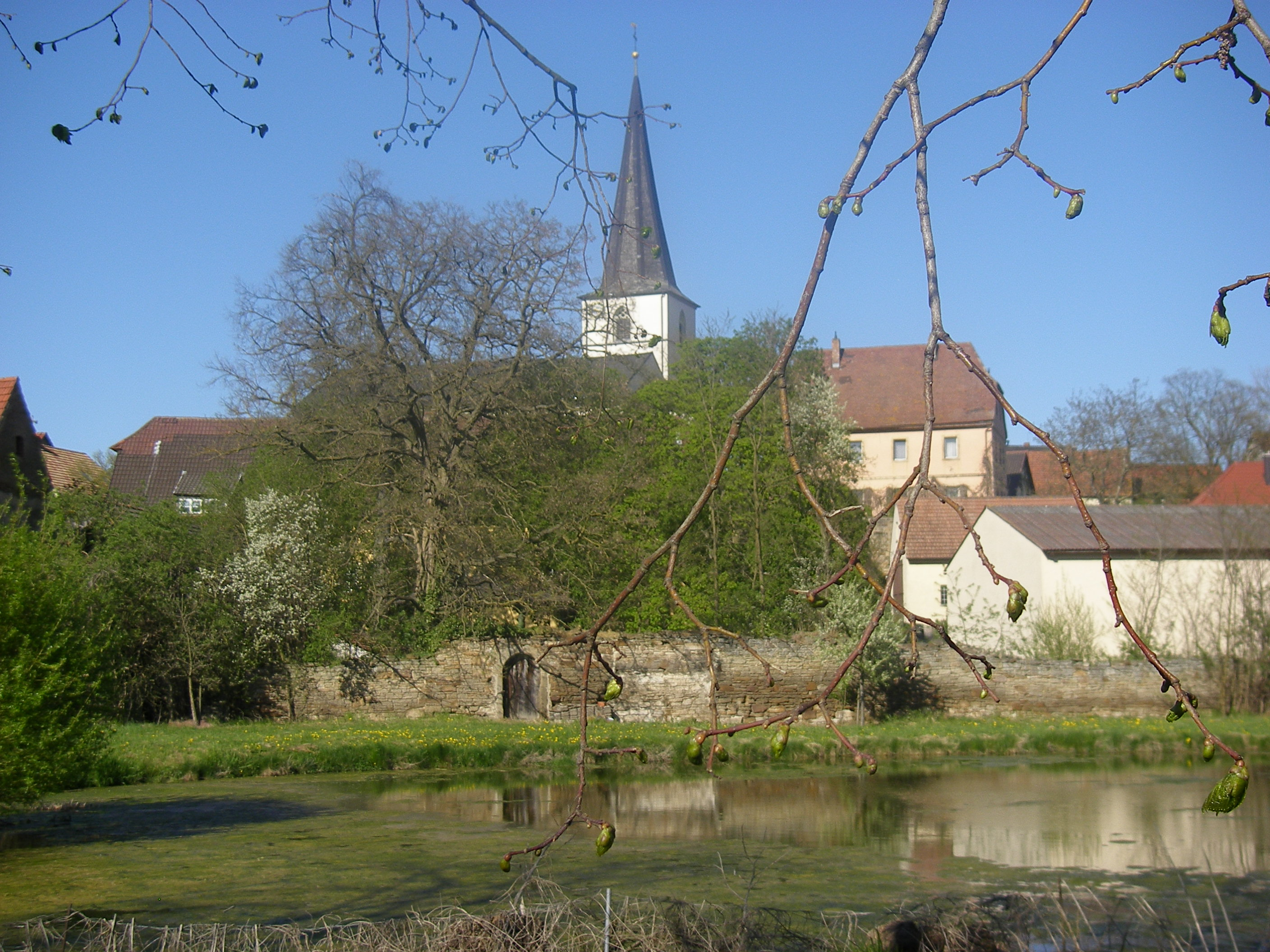
Iglesia vista desde el Oeste.

- Iglesia "San Juan Bautista" (St. Johannes der Täufer) comenzada a construir en 1836 en estilo clásico. Ya en el ano 1491 existía una iglesia, que fue progresivamente remodelada. En 1803, en marco de las guerras napoleónicas, la iglesia fue seriamente afectada y clausurada.
- Castillo (schloßgut) de Frankenwinheim, que en realidad es solo un pequeño palacio rural.
- La ciclovía que una la población con Gerolzhofen y Obervolkach y cuyo trayecto se adentra por el este en el bosque Steigerwald y por el oeste alcanza y bordea el Río Meno. Trayecto bucólico muy amado por deportistas aficionados. Existe igualmente otra vía que se dirige a la vecina Lüsfeld.
- El río Volkach que cruza la fracción de Brünnstadt.

## Actualidad
En la actualidad habitan aproximadamente 1100 personas tanto en Frankenwinheim como en la fracción Brünnstadt.
La ciudad cuenta con un jardín infantil (Kindergarten) y una estación de bomberos voluntarios.